# Sulcospira pisum
Sulcospira pisum is een slakkensoort uit de familie van de Pachychilidae. De wetenschappelijke naam van de soort is voor het eerst geldig gepubliceerd in 1868 door Brot.